# Kiyoshi Hagiwara
Kiyoshi Hagiwara ((萩原淳)) (11 octobre 1904-14 décembre 1987) est un joueur professionnel de shogi neuvième dan né à Amagasaki dans la préfecture de Hyogo.
Il a été le disciple d'Ichitaro Doi et le mentor de Kaneko Kingoro, Hiroji Katō  et Nobuyuki Ōuchi.
Il a participé au 1er Meijin en 1935-1937.
En 1949 il remporte le 2e Zen-Nihon Shukensen, alors tournoi mineur.
De 1955 a 1964 il est le président de la Nihon Shogi Renmei (fédération japonaise de shogi).

## Palmarès année par année
Une apparition dans un match préliminaire pour le Meijin 1943.
2 titre mineurs
- Hachidansen 1941

- Zen Nihon Shukensen 1948-1949

8 terme en classe A 1935-1949
| Année     | Tournoi       | Classe | Marque | Résultat                |
| --------- | ------------- | ------ | ------ | ----------------------- |
| 1935-1937 | 1er Meijin    | A      | 7-8    | 6e                      |
| 1938-1940 | 2e Meijin     | A      | 9-4    | 3e                      |
| 1941      | Hachidansen   |        |        | Hachidan                |
| 1940-1942 | 3e Meijin     | A      | 2-3    | 7e-9e                   |
| 1943      | 4e Meijin A   | A      | 4-0    | Prétendant Meijin       |
| 1943      | 4e Meijin A   |        | 0-2    | battu par Yoshio Kimura |
| 1943      | 4e Meijin B   | A      | 0-1    | 10e-17e                 |
| 1944      | 4e Meijin C   | A      | 0-1    | 10e-17e                 |
| 1944      | 4e Meijin D   | A      | 1-1    | 5e-9e                   |
| 1946-1947 | 6e Meijin     | A      | 10-3   | 3e-4e                   |
| 1947-1948 | 7e Meijin     | A      | 3-10   | 8e                      |
| 1947-1948 | 1er Zen-Nihon |        | 0-1    | 7e-12e                  |
| 1948-1949 | 8e Meijin     | A      | 2-7    | 10e                     |
| 1948-1949 | 2e Zen-Nihon  |        | 5-1    | Zen Nihon Shukensen     |
| 1949-1950 | 9e Meijin     | B      | 5-3    | 15e                     |
| 1949-1950 | 1er Kudansen  |        | 0-1    | 9e-16e                  |
| 1950-1951 | 10e Meijin    | B      | 4-8    | 32e                     |
| 1951-1952 | 11e Meijin    | B      | 5-4    | 25e                     |
| 1952-1953 | 12e Meijin    | B1     | 6-6    | 17e                     |
| 1952-1953 | 4e Kudansen   |        | 0-1    | 10e-13e                 |
| 1953-1954 | 13e Meijin    | B1     | 5-6    | 18e                     |
| 1953-1954 | 5e Kudansen   |        |        | 13e-18e                 |